# Football Club Ebedei
Il Football Club Ebedei è una squadra nigeriana di calcio di Ijebu-Ode, nello stato dell'Ogun. Funge da vivaio per il Midtjylland, società che milita nel campionato danese.
Milita nella Nigeria Amateur League, terza divisione del campionato nigeriano, dopo aver giocato diverse stagioni nella Nigeria National League, seconda divisione del paese.

## Calciatori celebri

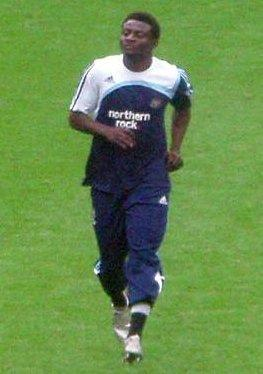
Obafemi Martins con la divisa sociale del Newcastle United